# Spilarctia variata
Spilarctia variata là một loài bướm đêm thuộc phân họ Arctiinae, họ Erebidae.